# Jaskinia Raj

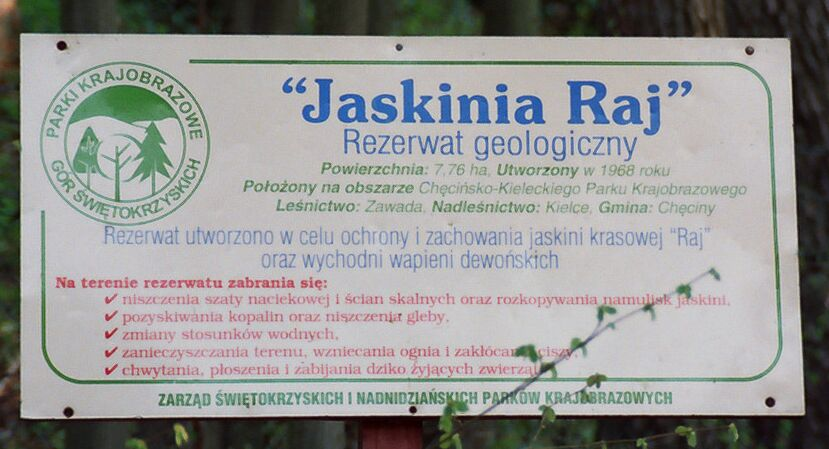
Cartel en Jaskinia Raj.

Jaskinia Raj (pronunciado Yaskinia Ray y traducido como "cueva del paraíso") es una cueva horizontal de Polonia localizada en la colina Malik, al sur de la ciudad de Kielce, en el voivodato de Santa Cruz.
Forma parte de la "ruta turística roja Chęciny-Kielce", en las montañas de Santa Cruz.

## Descripción
La cueva tiene una longitud de 240 metros y 9.5 metros de verticalidad; sin embargo, sólo 180 metros están abiertos a visitantes. A pesar de su pequeño tamaño, es considerada una de las cuevas más hermosas de Polonia. Sus pasillos conducen por cinco cámaras adornadas por estalactitas, estalagmitas y columnas de roca creadas hace de miles de años. Admite visitas de un máximo de quince personas cada quince minutos a la cueva con la inclusión de un guía. Se debe mantener una temperatura interna de ocho a diez grados Celsius para conservar el valor histórico de la cueva. La humedad de la cueva es del 95 por ciento. Antes de la entrada hay una exhibición de hallazgos arqueológicos y paleontológicos hechos en la cueva, que incluyen herramientas prehistóricas (la cueva fue habitada por neandertales) y huesos de animales. Está iluminada mediante fibra óptica

## Historia
La cueva fue descubierta en 1963 por Józef Kopec y Feliks Wawrzeńczak, estudiantes de una escuela técnica local. Fue abierta al público en 1972. Las cinco cámaras se formaron durante la era del devónico, hace 350 millones de años aproximadamente. En su interior, hay indicios de su ocupación por el hombre de Neandertal hace 50 o 60 mil años. A su vez hay signos de que osos de las cavernas, rinocerontes lanudos y mamuts la habían habitado también.